# Johann von Breitenbach
Johann von Breitenbach (häufig auch Johannes; * in der ersten Hälfte des 15. Jahrhunderts in Meißen; † 1507 oder 1509 in Leipzig) war ein deutscher Rechtswissenschaftler und Hochschullehrer.

## Leben
Johann stammte aus der Familie von Breitenbach. Wo er seine erste Bildung erhalten hat, ist weitgehend unbekannt. Er hat 1465 an der Universität Leipzig den Grad eines Bakkalaureus Juris erhalten. Neben Leipzig gehörte die Universität Perugia zu seinen Studienorten. Wohl in Leipzig wurde er zum Doktor beider Rechte promoviert. Von 1476 an war er als Konsistorialassessor für den Meißener Bischof Johann V. von Weißenbach tätig, außerdem hatte er die Stellung eines Amtmanns von Stolpen inne.
Breitenbach erhielt wohl um 1479 eine Anstellung als ordentlicher Professor der Rechte an der Leipziger Universität. Er war der Nachfolger von Johann von Eberhausen. In dieser Stellung verblieb er mindestens bis 1504. 1484 erhielt er zudem die Ernennung zum Richter am Oberhofgericht Leipzig. Er hatte zu seiner Zeit einen starken Anteil an der sächsischen Gesetzgebung. Er galt als Gegner des Zölibats, wandte sich gegen den Butterbrief des Papstes und verteidigte die Unbefleckte Empfängnis.
Mitunter wird angegeben, Breitenbach sei Bürgermeister in Leipzig gewesen.

## Werke (Auswahl)
- Corroboratio determinationis de immaculata conceptione virginis Mariae factae, Kachelofen, Leipzig 1490.
- Tractatus de successionibus ab intestato, Boettiger, Leipzig 1494.
- Additiones ad lecturam Ioannis Andreae super arbore consanguinitatis etc., Leipzig 1502.